# Estação Saint-Augustin
Saint-Augustin é uma estação da linha 9 do Metrô de Paris, localizada no 8.º arrondissement de Paris.

## História
A estação foi aberta em 27 de maio de 1923, constituindo o terminal nordeste da linha 9 depois de Exelmans por uma semana até a extensão de Chaussée d'Antin - La Fayette em 3 de junho seguinte.
Desde dezembro de 2003 (data da extensão da linha 14 de Saint-Lazare), ela é ligada à estação de metrô Saint-Lazare, que serve a Gare Saint-Lazare, por um corredor subterrâneo. Isso torna possível a correspondência com as linhas 3, 12, 13 e 14. Esta última correspondência é a única indicada pela RATP, tendo em conta o seu valor prático, em condições normais de funcionamento. No entanto, esta ligação permite a correspondência entre as linhas 9 e 12, únicas linhas da rede que se cruzam sem correspondência.
Em 2011, 2 923 768 passageiros entraram nesta estação, 2 974 165 em 2012 e 2 994 175 em 2013, o que a coloca na 180ª posição das estações de metro por seu atendimento (302).

## Serviços aos Passageiros

### Acesso
A estação dispõe de dois acessos repartidos em quatro entradas de metrô de ambos os lados do boulevard Haussmann, entre a place Saint-Augustin e a rue d'Anjou:
- O acesso 1 "Boulevard Malesherbes" constituído por duas escadas fixas que levam à calçada ímpar do boulevard Haussmann, uma das quais decorada com um candelabro Val d'Osne;
- O acesso 2 "Boulevard Haussmann - Église Saint-Augustin", constituído por duas entradas de metrô situadas na calçada par do boulevard, uma (decorada com um mastro com um "M" amarelo inscrito em um círculo) tendo uma escada fixa e a outra equipada com uma escada rolante a montante reservada para a saída.

Desde 2011, no corredor de correspondência com a linha 14 (estação Saint-Lazare), está instalado o mosaico La Voix lactée da artista quebequense Geneviève Cadieux.

### Plataformas
Saint-Augustin é uma estação de configuração padrão: ela tem duas plataformas laterais e a abóbada é elíptica. A plataforma no sentido de Mairie de Montreuil é muito ampla pois abrange, em parte, uma antiga via de garagem. A decoração é de estilo usado para a maioria das estações de metrô: a faixa de iluminação é branca e arredondada no estilo de "Gaudin" da renovação do metrô da década de 2000, e as telhas em cerâmica branca chanfradas cobrem os pés-direitos, a abóbada e os tímpanos. Os publicitários são em faiança de cor de mel e o nome da estação é também inscrito em faiança. Os assentos são do estilo "Motte" de cor laranja.

## Pontos turísticos
- Cercle national des armées
- Capela expiatória
- Igreja de Santo Agostinho
- Prefeitura do 8.º arrondissement
- Gare Saint-Lazare